# Именновский

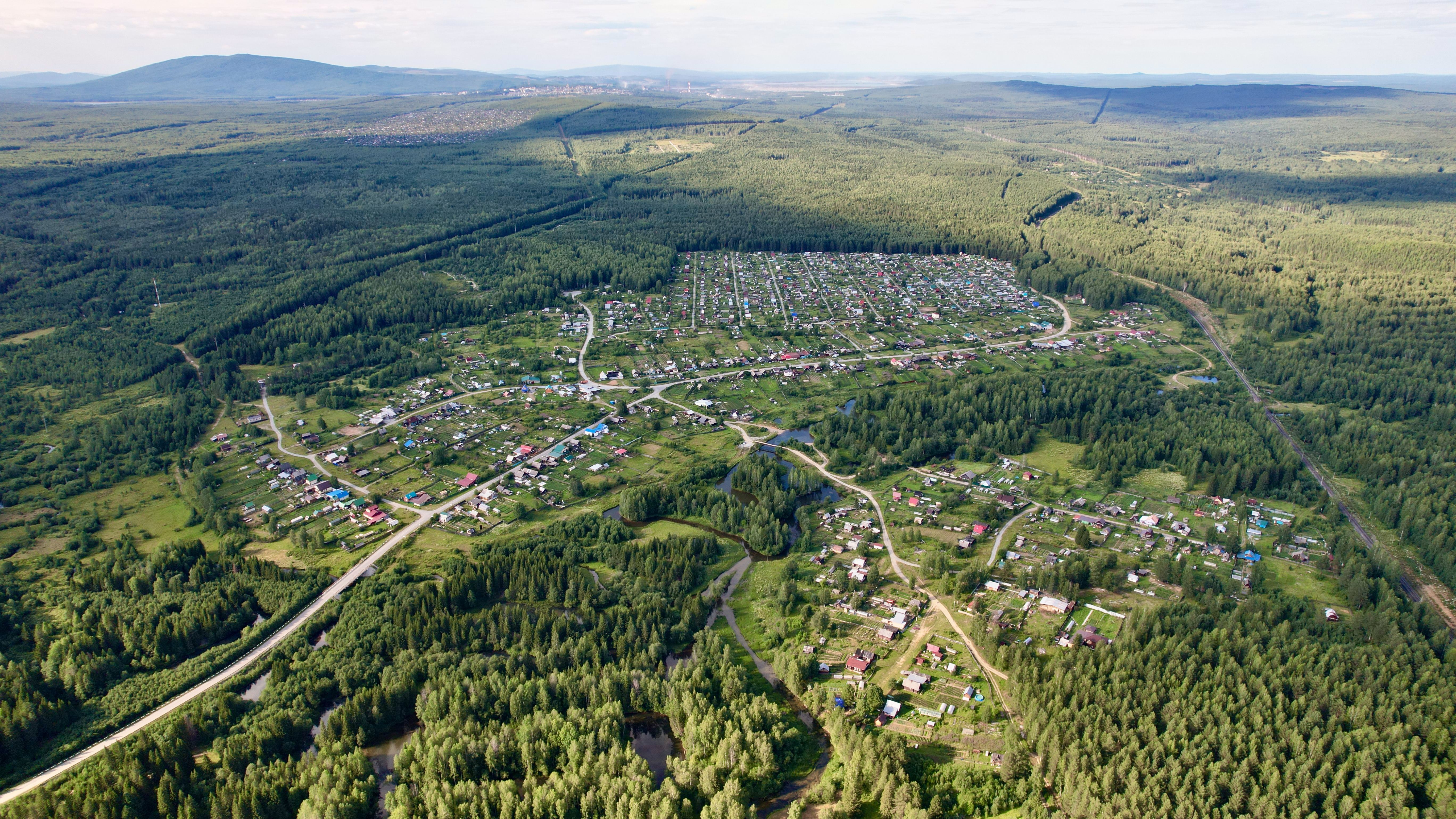
Вид с высоты. На дальнем плане гора Качканар.

Именно́вский — посёлок в Качканарском муниципальном округе Свердловской области России.

## География
Посёлок Именновский расположен в южной части Качканарского округа, в 10 километрах (по автодороге в 11 километрах) к югу от города Качканара, на обоих берегах реки Большой Именной (левого притока реки Туры), ниже левого притока реки Уреф. В 5 километрах к западу от посёлка проходит граница Свердловской области и Пермского края. Южнее посёлка расположена железнодорожная станция Именновский ветки Вагановка — Качканар.

## История
Посёлок был основан в 1881 году как золото-платиновый прииск. В последние годы посёлок является преимущественно садово-дачным населённым пунктом.
В посёлке жили старатели, чьи отцы и деды вели здесь поиск и добычу драгоценных металлов ещё в XIX и начале XX века. После Великой Отечественной войны в посёлок привезли немцев. Немцы работали на лесоповале, заготовляли дрова и деловую древесину для Исовского прииска.
В сороковых — начале пятидесятых годах на Именновском находилась контора горностарательского участка (ГСУ). На участке работало две паровых драги и гидравлика, перевезенная сюда в 1949 году с посёлка Михайловский. Многие жители занимались мелким старанием. Дорога с Иса проходила через Валериановский. Кроме учреждений прииска имелась контора лесоучастка и комендатура НКВД В конторе прииска хранилось золото, его увозили на Ис три раза в месяц. После отработки месторождения драги и гидравлики были разобраны и вывезены на Ис.

## Население
| 2002 | 2010 |
| ---- | ---- |
| 53   | ↗55  |